# Park River
Park River är en ort i Walsh County, North Dakota,  USA.